# スティーヴ・ジョリフ
スティーヴ・ジョリフ（Steve Jolliffe、1949年4月28日 - ）は、イングランドのミュージシャンである。
1960年代後半にリック・デイヴィスに出会った後、ジョリフは「Joint」と呼ばれるバンドで彼と一緒に演奏した。彼はベルリン芸術大学で音楽を学ぶために「Joint」を脱退した。大学でエドガー・フローゼと出会い、タンジェリン・ドリームの最も初期の前身バンドのひとつで演奏した。その後、1970年代初頭に適度な成功を収めたブルースロック・バンドのスティームハマーに加入し、広範囲にわたるツアーを行い、2枚のアルバムを録音した。バンドが解散した後、ジョリフはジョン・サムソンの1973年のドキュメンタリー『Tattoo』のために音楽を作曲した。
ジョリフは1970年代後半にタンジェリン・ドリームに再加入し、1978年にバンドでアルバム『サイクロン』を録音した:61。その後、1980年に『Drake's Venture』というタイトルのソロ・アルバム（EP）をリリースした。この後もジョリフは『The Bruton Suite』『Journeys Out Of The Body』『Alien』『Zanzi』などを含むアルバムを、年にだいたい1枚のペースでリリースした。
ジョリフはマルチ楽器奏者であり、とりわけキーボード、フルート、ピッコロを演奏している。

## ディスコグラフィ

### ソロ・アルバム
- Journeys Out Of The Body (1983年、Nada Pulse)
- Japanese Butterfly (1985年、Nada Pulse)
- New Age Emotions (1986年、Amphonic Music Ltd.)
- Beyond The Dream (1984年、AMP Records)
- The Art Of Minimalism (1989年、Amphonic Music Ltd.)
- Horror & Suspense (1990年、Amphonic Music Ltd.) ※Simon Benson、Mark Thomas連名
- Escape (1991年、Atlantis)
- Warrior (1992年、Waveform International)
- Zanzi (1995年、AMP Records)
- Alien (1994年、Horizon Music)
- Temmenu (1996年、Sine Records)
- Omni (1997年、Horizon Music)
- Deep Down Far (1999年、Horizon Music)
- Space (2003年、Horizon Music)
- The Bruton Suite (2003年、Voiceprint)
- Poland (2006年、Ricochet Dream)
- Hadron (2008年)
- Vision Earth (2005年)
- The Minotaur (2009年)
- Doorways To The Soul (2009年)
- K17 (2009年)
- USA (2009年)
- Heart & Soul (2009年)
- Music For Film & TV (2010年)
- Amuletum (2010年)
- Purple Dream (2011年)
- Richard Wahnfried's Miditation (2012年、MIG) ※クラウス・シュルツェ Feat. スティーヴ・ジョリフ
- Time Machine (2012年)
- eYe (2012年)
- Drakes Venture - The Original Soundtrack (2009年)
- Ab Imo Pectore (2013年)
- Magical: In Memory Of Edgar Froese 1944-2015 (2015年)
- Cyclone Spheres (2016年)
- Dream (2017年)
- Beautiful Mystery (2017年)
- Bruton Mask (2018年)
- Ra (2019年)

### EP
- Drake's Venture (1980年、Atlantis Music) ※7インチEP
- Poland 2004 Memories of '67 (2005年、Ricochet Dream)